# Coțușca
Coțușca – wieś w Rumunii, w okręgu Botoszany, w gminie Coțușca. W 2011 roku liczyła 1489 mieszkańców.